# Trox martini
Trox martini är en skalbaggsart som beskrevs av Edmund Reitter 1892. Trox martini ingår i släktet Trox och familjen knotbaggar. Inga underarter finns listade i Catalogue of Life.